# Саласар Мостахо, Карлос
Карлос Саласар Мостахо (исп. Carlos Salazar Mostajo; 18 мая 1916, Италаке, Боливия — 2 апреля 2004) — боливийский педагог, художник, писатель
 и общественный деятель.
Его считали идеологом Школы Айлью в Варисате (ныне Escuela Superior de Formación de Maestros Warisata) — первого педагогического училища в Боливии, ориентированного на подготовку учителей из числа коренных народов. Школа была основана на принципах либертарной педагогики 2 августа 1931 года учителем Элисардо Пересом и местным лидером аймара Авелино Синьяни в регионе Варисата в Альтиплано Ла-Пас.

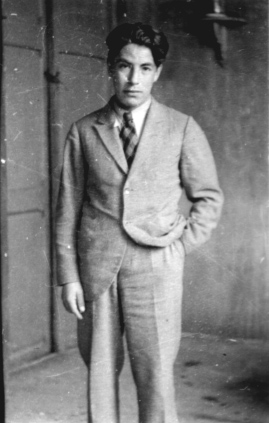
Саласар в молодости.

## Биография
Карлос Саласар родился в Италаке (муниципалитет Моко-Моко в провинции Камачо, департамент Ла-Пас). Он закончил начальную школу Феликса Рейеса Ортиса, среднюю школу Сан-Каликсто, а затем школу Аякучо в городе Ла-Пас, получив аттестат в 1933 году. В 1938 году он также учился в Мексике. В 1939 году он получил звание магистра сельской педагогики в педагогическом институте Варисаты, где работал преподавателем и директором (1936—1940). До того он также был директором сельской педагогической школы Кайса «D» (Потоси).
Карлос был художником-самоучкой. Его пластическое искусство было вдохновлено образом индейца в его наиболее поэтичном, но не деполитизированном виде. В определенном смысле он был предшественником местного экспрессионизма. Школа Айлью в Варисате, которой он посвятил десятилетие своей жизни и откуда он мыслил себе будущее страны посредством эмансипации индейцев, служила его главным источником вдохновения не только в искусстве, но и в статьях, эссе, стихах, книгах о педагогике и философии.
С 1952 по 1979 год он был профессором истории искусств и эстетики в Высшей школе изящных искусств «Эрнандо Силес», а с 1979 по 1980 год — ее директором. Он также был профессором истории искусств на факультете искусств Высшего университета Сан-Андрес в 1979—1995 годах и главой факультета искусств в 1982 году. В 1983—1989 годах он был завучем этого же учреждения.
Саласар также был левым политическим активистом, принадлежавшим в 1930-х к группе молодой боливийской интеллигенции (Хосе Агирре Гайнсборг, Тристан Мароф), пришедшей к идеям троцкизма. Он принадлежал к Революционной социалистической лиге (Liga Socialista Revolucionaria), секретарем которой был его брат Хорхе Саласар Мостахо.

## Избранные работы
- ¡Warisata mía! (1983, Tercera edición 1998)
- La Taika, teoría y práctica de la Escuela-aillu (1986, dos ediciones)
- El fin del indio (1990)
- Historia de Warisata en imágenes (1992)
- Elizardo Pérez, precursor de la liberación del indio (coautoría, 1992)
- Tres ensayos disidientes (1995)

Он провел более 90 конференций по педагогике.